# Заврх-при-Чрнивцу
Заврх-при-Чрнивцу (словен. Zavrh pri Črnivcu) — поселення в общині Камник, Осреднєсловенський регіон, Словенія. Висота над рівнем моря: 792 м.